# Пространство мёртвых дорог
«Пространство мёртвых дорог» (англ. The Place of Dead Roads) — роман писателя бит-поколения Уильяма Берроуза, вторая часть его трилогии, куда также входят книги «Города красной ночи» и «Западные земли». Свой роман автор посвятил английскому писателю Дентону Уэлчу.
В основе романа — история стрелка́-гомосексуала с Дикого Запада. Противореча нормам линейного изложения, книга начинается со смерти героя в 1899 году, далее развиваясь в различных подсюжетах, в том числе эпизодах о путешествиях во времени и подробных описаниях любимого Берроузом огнестрельного оружия. Несмотря на расплывчатость стиля и сюжета, здесь не использована характерная для многих работ Берроуза техника cut-up.
Некоторые идеи «Пространства мертвых дорог» предугадали те эволюционные вызовы, которые стали очевидными лишь через четверть века после написания романа: клонирование, биотехнологию и тотальный киберконтроль.

## Отзывы
Роман получил негативную оценку от Kirkus Reviews: «Рутина и чёрный юмор, изначально придававшие Берроузу его индивидуальность, утратили желчность и стали просто эксцентричностью. В общем, только для избранных».